# Houghton Mifflin Harcourt
Pour les articles homonymes, voir HMH.
Houghton Mifflin Harcourt (HMH) est une maison d'édition américaine fondée au XIXe siècle et dont le siège se trouve à Boston. Depuis 2023, elle se considère comme une entreprise technologique de l'éducation (educational technology company ou Ed'Tech) et non plus comme un éditeur.
Le catalogue propose principalement des manuels scolaires et pratiques, des livres universitaires ainsi que des supports numériques et logiciels éducatifs de haut niveau, mais aussi des romans et des essais grand public.
En 2022, elle devient une filiale de Veritas Capital (en).

## Houghton Mifflin (1880-1990)
Depuis 1832, William Ticknor (1810-1864) et James Thomas Fields (1817-1881), deux éditeurs américains installés à Boston au 124 Tremont Street, dirigeaient un groupe d'édition et de presse. Au cours de leur expansion, ils se rapprochent de l'imprimeur bostonien Riverside Press dirigé par Henry Oscar Houghton (1823-1895), lequel décide de former avec Oscar Mifflin une maison d'édition.
En 1880, Houghton & Mifflin fusionnent leurs activités avec Ticknor and Fields : la nouvelle entité se nomme Houghton, Mifflin and Company. En 1891, elle se dote d'un département Éducation, ouvrant un champ d'activité qu'elle ne cessera de développer jusqu’à nos jours. En 1917, elle invente une série de batterie de tests éducatifs. En 1921, Houghton Mifflin se classe parmi les quatre plus importants éditeurs scolaires et universitaires américains.
En 1961, la direction éditoriale d'alors commet l'une de ses plus graves erreurs : le livre de cuisine Mastering the Art of French Cooking coécrit par Julia Child et deux Françaises, Simone Beck et Louisette Bertholle, est cédé à l'éditeur Alfred A. Knopf qui en fera l'un des plus gros best-sellers culinaires des années 1960. 
En 1967, Houghton & Mifflin entre en bourse et connaît une croissance continue. Dans les années 1990, le groupe acquiert deux maisons d'éditions scolaires américaines : Holt McDougal et D. C. Heath and Company et voit sa marge bénéficiaire sensiblement baisser.

## Houghton Mifflin Harcourt
Les années 2000 sont marquées par de forts bouleversements liés à une série de fusions et acquisitions délicates, qu'il faut mettre en parallèle avec l'évolution dramatique du marché du livre scolaire-universitaire.
En 2001, le groupe Vivendi Universal acquiert pour 2 milliards d'euros Houghton Mifflin qui est revendue seulement un an plus tard 1,5 milliard (soit une perte de 25 %) à un groupe de capital-investissement bostonien dont Bain Capital et Blackstone Group. 
En décembre 2006, Houghton Mifflin est cédé au groupe irlandais Riverdeep Plc dirigé par le milliardaire Barry O'Callaghan. Cette fusion permet à l'éditeur de se désendetter en cédant quelques actifs : Pearson acquiert Promissor, une filiale de Houghton Mifflin spécialisée dans les tests éducatifs professionnels.
En juillet 2007, Houghton Mifflin Riverdeep acquiert pour 4 milliards de dollars versés à Reed Elsevier la société Harcourt Education et ses deux filiales, Harcourt Trade et Greenwood-Heinemann. La nouvelle entité est baptisée Houghton Mifflin Harcourt, son nom actuel.
Les cessions d'actifs reprennent en décembre 2007 quand Cengage Learning rachète la branche Houghton Mifflin College Division pour 750 millions de dollars. La crise de 2008 frappe durement le moral des employés : une partie des cadres dirigeants claque la porte durant cette année qualifiée de dramatique par la presse spécialisée. En 2009, l'éditeur catholique Our Sunday Visitor rachète la branche Harcourt Religion. 
2010 est l'année de la recapitalisation de Houghton Mifflin Harcourt qui, virtuellement du moins, appartient toujours à Riverdeep via une holding, EMPG (Education Media & Publishing Group), basée aux îles Caïmans et dans laquelle l'on trouve le quotidien The Irish Independent.
En mai 2012, la direction générale émet un communiqué qui stipule que la société se place sous la protection de la United States Bankruptcy Court (Chapter 11) afin de lui permettre de liquider plus de 3 milliards de $ de dettes accumulées.
En avril 2015, Scholastic annonce la vente de ses activités dans l'édition éducative pour 575 millions de dollars à Houghton Mifflin Harcourt.
En février 2022, une offre publique d'achat est faite par Veritas Capital (en). En avril suivant, 57 % des actions de HMH étaient retirées du marché. L'action de HMH est retirée du NASDAQ.